# Tyre (Nueva York)
Tyre es un pueblo ubicado en el condado de Seneca en el estado estadounidense de Nueva York. En el año 2000 tenía una población de 888 habitantes y una densidad poblacional de 11.5 personas por km².

## Geografía
Tyre se encuentra ubicado en las coordenadas 42°59′5″N 76°47′8″O / 42.98472, -76.78556.